# Nobby (Klippe)
Nobby ist ein Klippenfelsen im Südatlantik. Er ragt etwa 60 km des südöstlichen Endes von Südgeorgien am südöstlichen Ende der Clerke Rocks aus dem Meer auf.
Der britische Seefahrer James Cook entdeckte die Clerke Rocks im Jahr 1775. Die deskriptive Benennung, die sich vom englischen [k]nobby für „knubbelig“ oder „knotig“ ableitet, geht vermutlich auf Wissenschaftler der britischen Discovery Investigations zurück, die zwischen 1926 und 1930 das Gebiet um Südgeorgien erkundet hatten.